# Upskirt
Upskirt (englisch "Rock hoch") ist der Ausdruck für die Perspektive, bei der einem Menschen unter den Rock geblickt wird oder geblickt werden kann. Upskirting beschreibt den Blick oder eine Bildaufnahme unter einen Rock. Interesse an der Upskirt-Perspektive ist kulturell tradiert und wird unterschiedlich bewertet. Eine Bildaufnahme ohne Einwilligung ist in vielen Ländern strafrechtlich relevant, etwa im Sinne einer sexuellen Belästigung. Upskirt-Bilder oder -Videos dienen oft voyeuristischem Interesse. Den Upskirt zu ermöglichen kann exhibitionistisch oder ästhetisch motiviert sein; allerdings ist etwa im Sport ein Upskirt oft praktischen Umständen geschuldet.

## Geschichte

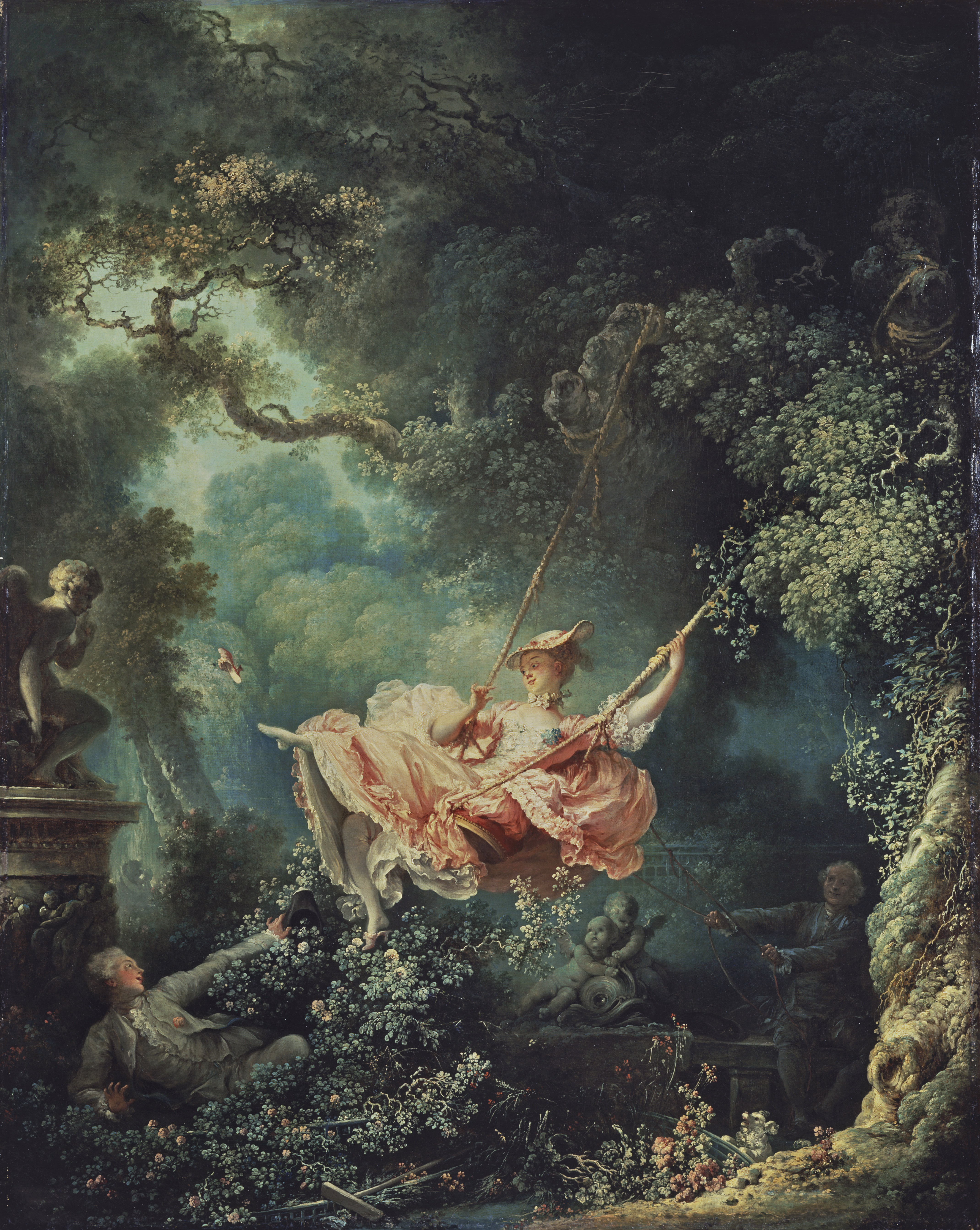
Die Schaukel, Jean-Honoré Fragonard, 1767

Bereits 1767 veröffentlichte der Maler Jean-Honoré Fragonard sein Rokoko-Meisterwerk Die Schaukel (L’Escarpolette). Im Bild genießt ein junger Mann den Blick auf die Beine einer schaukelnden Frau, deren eigentlich langer Rock durch ihre Bewegung Bein zeigt.

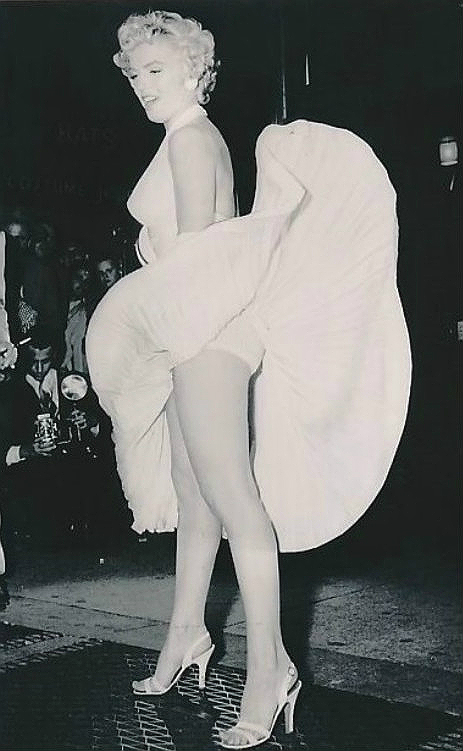
Marilyn Monroe am Set von Das verflixte 7. Jahr, 1954

Marilyn Monroes berühmtes Flying-Skirt-Foto spielt ebenfalls mit der Upskirt-Perspektive.
Ein 2003 in der Frankfurter Allgemeinen Zeitung veröffentlichter Artikel „Die nackte Unwahrheit“ von Christoph Schultheis setzt sich mit dem Phänomen unwillentlicher Upskirt in der Öffentlichkeit auseinander, nachdem in verschiedenen deutschen Medien reißerisch von „Handy-Spannern“ berichtet wurde. Nach seinen Recherchen lagen allerdings auch Monate nach dem „Sommer der heimlichen Schnappschüsse“, wie ihn Ulrich Meyer von Sat. 1 betitelte, keine Anzeigen im gesamten Raum Frankfurt am Main, München und Paderborn vor. Das Thema habe eigentlich die Bildzeitung aufgebracht, der erste Bericht über „Handy-Spanner“ sei nach einer Recherche-Anfrage an den Schwimmbadbetreiber der Stadt Hamburg erfolgt. Bäderland habe der Bildzeitung allerdings gemeldet, dass es keine Vorfälle gegeben habe.
Im Jahr 2003 wurde die Zahl der Websites mit Upskirt-Bildmaterial auf 600 beziffert.
2019 wurden Upskirts anlässlich einer Online-Petition auf Change.org öffentlich diskutiert, diese erreichte etwa 100.000 Mitzeichner. 2020 wurde beschlossen, Upskirting unter Strafe zu stellen (siehe unten „Strafrecht“).

## Sexualisierter Upskirt
Upskirts können aus Perspektive der betrachtenden und der betrachteten Personen untersucht werden. Bei willentlichem Zeigen oder Schauen liegen Aspekte des Exhibitionismus und des Voyeurismus vor.
Paula Justice beschreibt in ihrem Buch Sex Crimes Investigations aus dem Jahr 2006 die Eigenschaft des Verbotenen als den Reiz dieses Genres, es sei „wie in ein Fenster zu spannen“.

## Rechtslage und Rechtsprechung in Deutschland

### Strafrecht
Upskirting wird mit Freiheitsstrafe bis zu zwei Jahren oder Geldstrafe bestraft (Verletzung des Intimbereichs durch Bildaufnahmen, § 184k Strafgesetzbuch). Gemäß § 184k Absatz 4 können die Bildträger und Bildaufnahmegeräte eingezogen werden.
Bis 31. Dezember 2020 war Upskirting nicht explizit Gegenstand des Strafgesetzbuchs. Die „sexuelle Belästigung“ (§ 184i StGB) erfordert eine Berührung, die beim Fotografieren nicht gegeben ist. Bei einer „Herabsetzung der Person“, z. B. abfälligen Bemerkungen des Fotografen, kam der Straftatbestand der Beleidigung in Betracht. Außerdem war bei Aufnahmen in Wohnungen oder gegen Einblick besonders geschützten Räumen (z. B. Umkleidekabine) eine Strafbarkeit wegen Verletzung des höchstpersönlichen Lebensbereichs und von Persönlichkeitsrechten durch Bildaufnahmen (§ 201a StGB) denkbar. Eine Verbreitung (Weitergabe) oder Veröffentlichung der Upskirt-Fotos ohne Einwilligung der fotografierten Person war wegen Verstoßes gegen das Recht am eigenen Bild nach § 33 Kunsturhebergesetz strafbar. Die ohne Zustimmung der abgebildeten Person verbreiteten oder öffentlich zur Schau gestellten Bildnisse und die zu ihrer Vervielfältigung bestimmten Vorrichtungen unterlagen nach § 37 Kunsturhebergesetz der Vernichtung. Eine Verfolgung konnte erschwert sein, wenn nicht erkennbar war, um wen es sich bei der fotografierten Person handelt.
Im Oktober 2019 stellte Justizministerin Christine Lambrecht wesentliche Punkte ihrer Agenda vor. Im Zuge der geplanten Änderungen einzelner Tatbestände des Strafgesetzbuchs sollte auch das Upskirting strafbar werden. Am 13. November 2019 wurde im Bundeskabinett ein entsprechender Gesetzentwurf zum Upskirting beschlossen. Bereits am 8. November 2019 hatte der Bundesrat einen Gesetzentwurf gegen Upskirting verabschiedet (Bildaufnahme des Intimbereichs einer anderen Person). Nachdem diese und weitere Gesetzesentwürfe durch die Ausschüsse gegangen waren, stimmte frühmorgens am 3. Juli 2020 der Bundestag für die Einführung eines neuen § 184k StGB. Der Bundesrat stimmte dem Gesetz am 18. September 2020 zu. Es trat am 1. Januar 2021 in Kraft.
Sowohl das unbefugte Erstellen von Fotografien des Intimbereichs einer anderen Person als auch die Verbreitung der Bildaufnahmen kann nun als Straftat geahndet werden. Die Sachverständigenkommission des 2021 veröffentlichten Dritten Gleichstellungsberichts der Bundesregierung hat empfohlen, zu prüfen, ob und gegebenenfalls wie das Verbot auf Bildaufnahmen unbekleideter Körper erweitert werden sollte.

### Zivilrecht
Es kommen Schadensersatzansprüche, insbesondere Schmerzensgeld, nach § 253 und § 823 Abs. 2 BGB in Verbindung mit § 184k StGB (bis 31. Dezember 2020 wegen Verletzung des allgemeinen Persönlichkeitsrechts aus Art. 2 Abs. 1 GG in Verbindung mit Art. 1 Abs. 1 GG) in Betracht.

## Internationale Rechtslage und Rechtsprechung

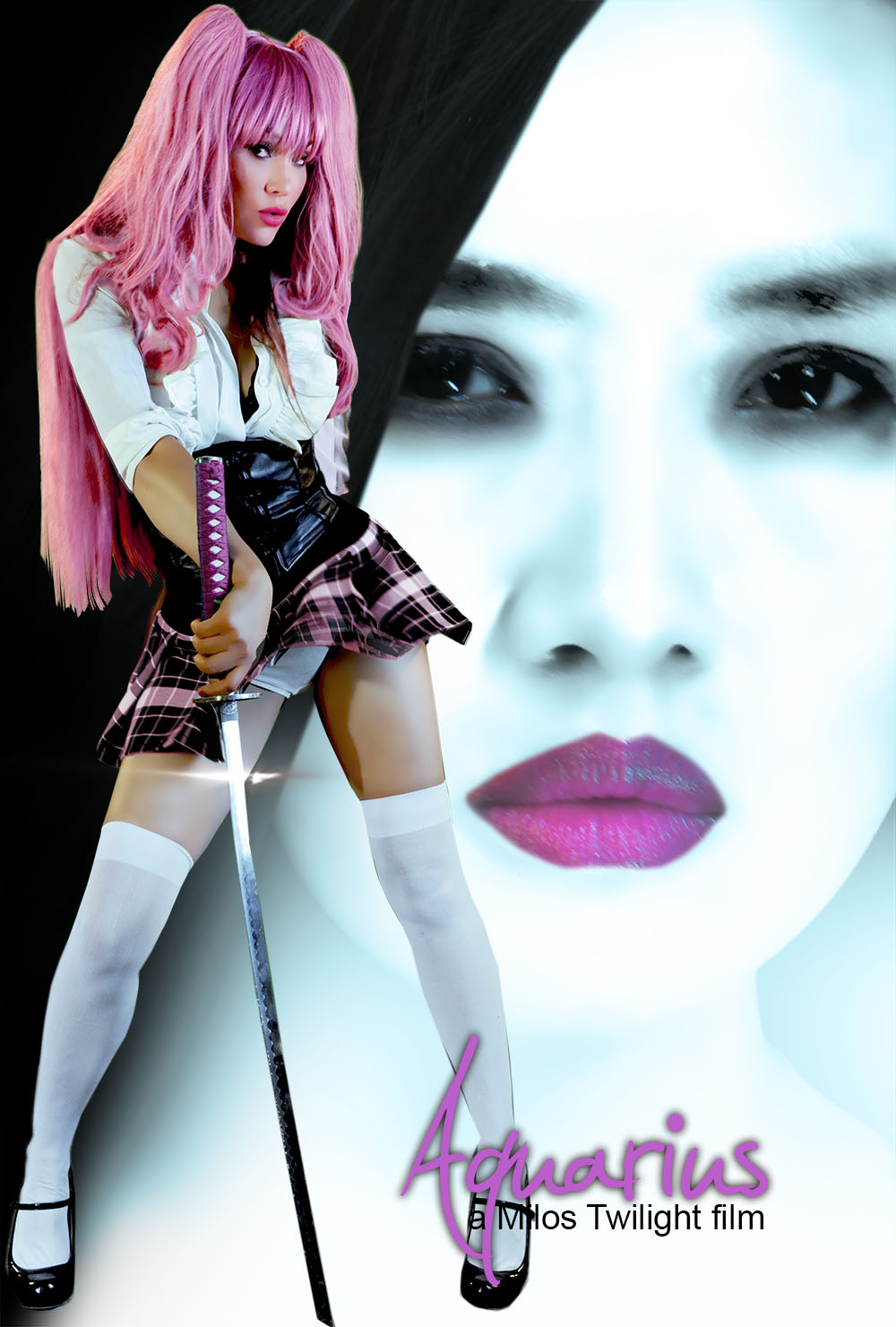
Upskirt auf einem Filmplakat (The Dawn of Aquarius, 2013)

Daniel J. Solove beschreibt in seinem Buch The Future of Reputation von 2007 einen Fall, bei dem zwei Männer im US-Bundesstaat Washington wegen Upskirt-Fotos in einem Einkaufszentrum in einem ersten Prozess gemäß einem Gesetz gegen Videovoyeurismus verurteilt worden seien, da die Fotos „zum Zwecke, sexuelles Begehren zu erwecken oder zu befriedigen“, gemacht worden seien, an einer Örtlichkeit, an der das Opfer Grund gehabt hätte, eine Gewährleistung seiner Privatsphäre zu erwarten. Vor dem obersten Gerichtshof von Washington habe dieser Urteilsspruch aber nicht standgehalten, da das Gesetz die Privatsphäre auf einem öffentlichen Grund wie eines Einkaufszentrums durch Fotografieren nicht verletzt sah. Das Gesetz sei später angepasst worden, sodass auch solche Fälle abgedeckt wurden.
Auch in Frankreich und Belgien ist „Upskirting“ verboten, ebenso in Neuseeland und Australien, Täter können dort mit bis zu zweieinhalb Jahren Haft oder bis zu 5000 Dollar bestraft werden.
In Japan kann man seit ca. 2001 das Fotografiergeräusch von Mobiltelefonen nicht mehr ausschalten. Dieser Standard, der nicht auf einer gesetzlichen Vorschrift beruht, sondern auf einer Übereinkunft von japanischen Telekommunikationsanbietern und Telefonherstellern, soll das heimliche Fotografieren erschweren. Allerdings haben einzelne Präfekturen Rechtsprechungen, die das ungewollte Fotografieren von Upskirt-Aufnahmen kriminalisieren.
In der Schweiz gilt Upskirting als Vergehen und geht unter die Verletzung des Geheim- und Privatbereichs durch Aufnahmegeräte. Als Strafrahmen ist im Strafgesetzbuch dort auf Antrag eine Freiheitsstrafe bis zu drei Jahren oder eine Geldstrafe vorgesehen (vgl. Art. 179quater StGB).